# (29674) Raušal
(29674) Raušal est un astéroïde de la ceinture principale.

## Description
(29674) Rausal est un astéroïde de la ceinture principale. Il fut découvert le 15 décembre 1998 à l'Observatoire d'Ondřejov par Petr Pravec. Il présente une orbite caractérisée par un demi-grand axe de 2,39 UA, une excentricité de 0,20 et une inclinaison de 3,4° par rapport à l'écliptique.

## Compléments